# Окрік (Південна Дакота)
Окрік (англ. Okreek) — переписна місцевість (CDP) в США, в окрузі Тодд штату Південна Дакота. Населення — 190 осіб (2020).

## Географія
Окрік розташований за координатами 43°20′54″ пн. ш. 100°23′19″ зх. д. / 43.34833° пн. ш. 100.38861° зх. д. (43.348472, -100.388665).  За даними Бюро перепису населення США в 2010 році переписна місцевість мала площу 116,63 км², з яких 116,51 км² — суходіл та 0,12 км² — водойми.

## Демографія
Згідно з переписом 2010 року, у переписній місцевості мешкало 269 осіб у 86 домогосподарствах у складі 63 родин. Густота населення становила 2 особи/км².  Було 101 помешкання (1/км²).
Расовий склад населення:
| - 87,0 % — корінних американців - 8,9 % — білих |

До двох чи більше рас належало 3,3 %. Частка іспаномовних становила 2,2 % від усіх жителів.
За віковим діапазоном населення розподілялося таким чином: 34,2 % — особи молодші 18 років, 58,0 % — особи у віці 18—64 років, 7,8 % — особи у віці 65 років та старші. Медіана віку мешканця становила 28,5 року. На 100 осіб жіночої статі у переписній місцевості припадало 86,8 чоловіків;  на 100 жінок у віці від 18 років та старших — 88,3 чоловіків також старших 18 років.
Середній дохід на одне домашнє господарство  становив 30 085 доларів США (медіана — 23 646), а середній дохід на одну сім'ю — 26 631 долар (медіана — 21 719). За межею бідності перебувало 42,9 % осіб, у тому числі 58,5 % дітей у віці до 18 років та 0,0 % осіб у віці 65 років та старших.
Цивільне працевлаштоване населення становило 112 осіб. Основні галузі зайнятості: освіта, охорона здоров'я та соціальна допомога — 47,3 %, мистецтво, розваги та відпочинок — 21,4 %, сільське господарство, лісництво, риболовля — 11,6 %, публічна адміністрація — 10,7 %.